# توسل بالتقاليد
الاحتكام إلى التقاليد، (بالإنجليزية: Appeal to tradition)‏، أو التوسل بالتقاليد، أو كما يعرف (باللاتينية:  argumentum ad antiquitatem)،
 هو نوع من المغالطات، التي يدعي المرء فيها صحة فرضية ما، على أساس ارتباطها بتقاليد قديمة أو حالية.. وتأخذ هذه المغالطة الشكل التالي: “إن هذه الطريقة صحيحة لأننا اتبعناها دائماً منذ القدم”.
تقترح هذه المغالطة وجود افتراضين غير صحيحين بالضرورة، وهما على الشكل التالي:
1. أثبتت طريقة التفكير القديمة صحتها عندما اختُبرت سابقاً، فإذا كانت هذه الطريقة سائدة فلا بد أنها صحيحة، لكن الواقع مختلفٌ تماماً، فربما تكون طريقة التفكير خاطئة، وربما يكون “التقليد” المتبع مبني أساساً على قواعد غير صحيحة.
2. لا تزال الدواعي والمبررات، والتي كانت أساس هذا التقليد القديم، صالحة حتى في وقتنا الحالي.

في الواقع، تتغير الظروف مع تغير الزمن، لذا قد يكون هذا الافتراض غير صحيح أيضاً.
يُعد الاحتكام إلى التقاليد محاجة خاطئة بحد ذاتها إذا لم تقدّم سبباً مناسباً للعصر الحالي. فعلى سبيل المثال، يفيد الانتشار الواسع لهذه التقاليد والقبول بها بوجود عواقب أو عراقيل أو نتائج (نتائج سلبية غالباً) مترتبة على هجر هذه التقاليد والعادات القديمة.
فإذا قلنا مثلاً أن الاستمرار في استعمال تصميم لوحة المفاتيح من نوع كويرتي، هو أمر ضروري وجيّد لأن هذا التصميم “تقليدي”، فتلك مغالطة من نوع الاحتكام إلى التقاليد. إلا إذا بررنا سبب احتفاظنا بهذا التصميم، والتبرير المناسب هو شيوع استخدام هذا التصميم واعتياد المستخدمين عليه. فإذا قمنا بتغيير التصميم، سيضطر المستخدمون إلى التدرب من جديد على استخدام لوحة المفاتيح الجديدة.
وفي المقابل، لا يمكننا اعتبار كل شيء جديد نافعٌ وحسن. وهذه مغالطة أخرى معاكسة للمغالطة السابقة، وتدعى “الاحتكام إلى الحداثة”، وتدعي جودة أو صحة غرض أو شيء ما فقط لأنه جديد.